# Herb gminy Lubaczów

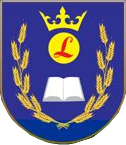
Dawny herb gminy Lubaczów

Herb gminy Lubaczów – jeden z symboli gminy Lubaczów, ustanowiony 30 marca 2010.

## Wygląd i symbolika
Herb przedstawia na tarczy w polu czerwonym półksiężyc złoty z twarzą, barkiem ku górze, na nim pięć piór strusich, czarnych, pod nim kielich kryształowy, srebrny.
Półksiężyc z piórami strusimi nawiązuje do herbu Mniszech, starosty lubaczowskiego Jerzego Augusta Mniszcha, dzierżawcy znacznej części terenów obecnej Gminy Lubaczów. Kielich nawiązuje do założonej przez starostę na terenie dzisiejszej gminy huty szkła kryształowego, której wyroby były znane w całej Rzeczypospolitej.